# Daniel von Lemm

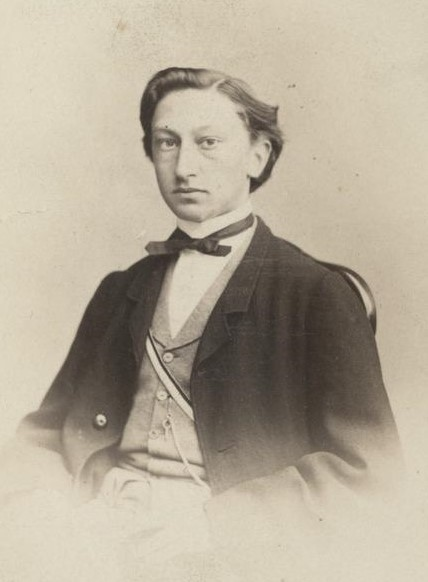
Daniel von Lemm als Student (ca. 1865)

Daniel Burchard von Lemm (* 6. November 1845 in St. Petersburg; † 11. Juli 1924 in Reval (heute Tallinn)) war ein deutsch-baltischer evangelisch-lutherischer Geistlicher und von 1894 bis 1918 Generalsuperintendent für das  Gouvernement Estland.

## Leben

### Herkunft und Familie

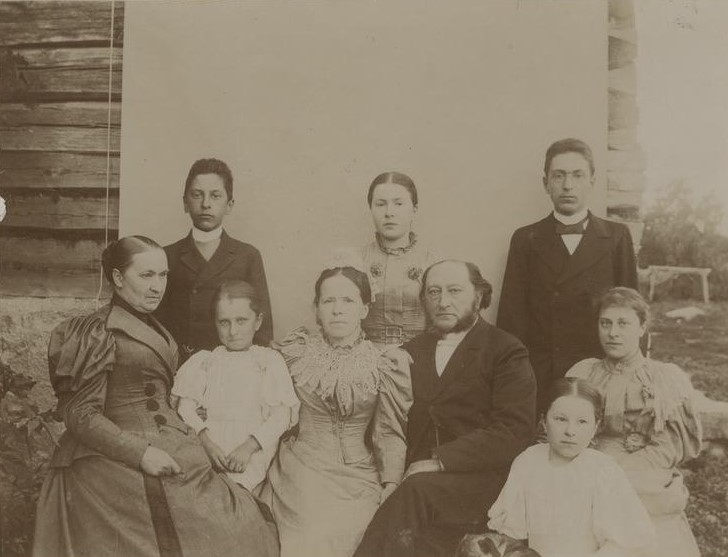
Familienbild (Mai 1900)

Daniel von Lemm war ein Sohn des Astronomen und Topographen Burchard Friedrich Lemm (1802–1872), der als Offizier im kaiserlich russischen Generalstab, zuletzt Generalmajor, in den russischen Dienstadel aufgestiegen war, und dessen Frau Aline, geb. Hunnius (1810–1881).
Seit 1872 war er verheiratet mit Anna Luise, geb. Hoffmann (1849–1918), einer Tochter des Propstes Heinrich Ferdinand Hoffmann aus St. Marien-Magdalenen/Koeru in Estland. Das Paar hatte fünf Töchter und zwei Söhne. Die zweitälteste Tochter Magdalene Aline (1876–1944) heiratete Carl Immanuel Philipp Hesse.

### Werdegang
Er besuchte von 1855 bis 1858 die Vorbereitungsschule von W. Philippow in St. Petersburg, danach von April 1858 bis Juni 1863 die Schule der deutschsprachigen lutherischen Sankt-Petri-Kirche (Sankt Petersburg). 1863 begann er ein Philosophie-Studium in St. Petersburg, wechselte aber schon im Januar 1864 zum Studium der Evangelischen Theologie an die Kaiserliche Universität Dorpat. In Dorpat schloss er sich der Wingolfverbindung Arminia Dorpatensis an. Am 12. Dezember 1865 erhielt er die silberne Preismedaille für eine neutestamentliche Arbeit. 1867 war er Gründungsmitglied des Theologischen Vereins. Er absolvierte die beiden Examina beim Petersburger Konsistorium im Oktober 1868. Bis Ende 1869 war er, wie damals üblich, Hauslehrer beim General-Adjutanten Nikolai Gennadjewitsch Kasnakow zuerst in Zarskoje Selo, dann in St. Petersburg. Den Sommer 1870 verbrachte er auf Reisen durch Deutschland und in die Schweiz. im Schuljahr 1870/71 arbeitete er wieder als Lehrer an verschiedenen Lehranstalten St. Petersburgs. Im Sommer 1871 begleitete er den St. Petersburger Generalsuperintendenten Carl Frommann auf dessen Visitationsreise durch den riesigen St. Petersburger Konsistorialbezirk bis auf die Krim, danach nach Deutschland, Norditalien und ins Elsass.
Am Weihnachtstag, dem 25. Dezember 1871, wurde er in der St.-Petri-Kirche durch Generalsuperintendent Frommann ordiniert. Seine erste Pfarrstelle war in der deutsch-russischen Kolonie Klöstitz in Bessarabien. Im September 1875 wechselte er als Diaconus (2. Pastor) an den Dom in Reval. 1877 bis 1886 war er Pastor von St. Katharinen/Kadrina. 1886 wurde er zum Oberpastor in Arensburg/Kuressaare berufen. Damit verbunden war er bis zu dessen Aufhebung 1890 Assessor am Konsistorium für die Insel Ösel/Saaremaa sowie Mitglied des Stadt-Schulkollegiums, Präses des Verwaltungsrats der Kleinkinderbewahranstalt und Direktor des Arensburgischen Kreisgefängnisses.
1894 ernannte ihn Zar Nikolaus II. nach Wahl und Präsentation durch die Estländische Ritterschaft als Nachfolger von Leopold Hörschelmann zum Generalsuperintendenten des Estländischen Konsistorialbezirks, der dem Gouvernement Estland entsprach. Damit verbunden war er Vizepräsident des Provinzialkonsistoriums, Oberpastor am Revaler Dom und Verwalter des Dom-Waisenhauses. Seine Amtszeit war geprägt durch zunehmende nationale Spannungen und die Auswirkungen der Revolution 1905. Während des Ersten Weltkriegs wurde er 1915/16 nach Sibirien verbannt. Seine Amtszeit endete 1918; sein Nachfolger wurde Wilhelm Kentmann. Im Ruhestand lebte Lemm in Reval.

## Werke
- Burchard Friedrich Lemm weiland Kaiserlich-Russischer Generalmajor a. D.: ein Bild aus der Verborgenheit des Christenlebens. Hamburg: Rauhes Haus 1876 (Digitalisat)
- Revaler Predigten zumeist in der Ritter- und Domkirche zu Reval. Reval: Kentmann 1878
- Johannes der Wüstenprediger. Mit Vorwort von Otto Funcke, Bremen: C. Ed. Müller 1884
- Über Träume im Lichte evangelischen Glaubens. Stuttgart: Belser 1893
- Predigt gehalten zur Eröffnung des extraordinärenen Estländischen Landtages den 7. December 1905. Reval: Revaler Beobachter 1905
- Predigt gehalten zur Eröffnung des ordentlichen Estländischen Landtages den 29. Januar 1908. Leipzig: Rudolf Hartmann/Reval: Kluge & Ströhm 1908